# Terminalia latipes
Terminalia latipes är en tvåhjärtbladig växtart. Terminalia latipes ingår i släktet Terminalia och familjen Combretaceae.

## Underarter
Arten delas in i följande underarter:
- T. l. latipes
- T. l. psilocarpa